# Mysidacea
Os misidáceos constituem um grupo de pequenos animais parecidos com o camarão, composto por duas ordens: Mysida e Lophogastrida.
Apesar da sua semelhança superficial com o camarão, o seu parentesco com este último é bastante distante. Os misidáceos possuem as seguintes características distintivas:
- Carapaça bem desenvolvida que cobre a maior parte do tórax, nunca fundida com mais do que quatro segmentos.
- Os pereiópodes são biramificados, exceptuando por vezes o último par.
- Os pleópodes são reduzidos. Nos machos podem ser modificados.
- Usualmente possuem um estatocisto nas extremidades dos seus urópodes.
- Os seus olhos estão colocados em pedúnculos.